# Jean Afanassieff
Pour les articles homonymes, voir Afanassieff.
Jean Afanassieff, né le 17 février 1953 né à Paris et mort dans la même ville le 10 janvier 2015, est un alpiniste et réalisateur français d'origine russe, considéré comme l'un meilleurs grimpeurs de sa génération.
Le 15 octobre 1978, il est le premier Français à atteindre le sommet de l'Everest, avec Nicolas Jaeger, suivi de Pierre Mazeaud qui avait fait cordée avec l'Autrichien Kurt Diemberger, caméraman d'altitude d'une expédition autrichienne concurrente.

## Biographie
Petit-fils de l'émigration russe de 1917, ayant fui la Crimée, fils d'Igor Afanassieff ingénieur à Thomson[réf. souhaitée] et d'une mère professeur, Jean Afanassieff est né le 17 février 1953 à Paris.
Il découvre en famille l'escalade à Fontainebleau avant que ses parents ne l'inscrivent à l'âge de quatorze ans au Club alpin français. Il réalise ses premières courses deux ans plus tard[réf. souhaitée] puis part à l'âge de dix-huit ans à Chamonix où il effectue plusieurs premières ascensions en solitaire. Devenu guide de haute montagne à l'âge de vingt ans, membre de la compagnie des guides de Chamonix, il est le premier à gravir avec Patrick Cordier le mont Ross aux îles Kerguelen en 1975. La même année, il fonde avec Patrick Cordier, Gilles et Patrice Bodin, l'association indépendante des guides du mont Blanc (AIGMB).
Le 15 octobre 1978, Jean Afanassieff, Nicolas Jaeger et Pierre Mazeaud sont les trois premiers Français à atteindre dans cet ordre le sommet de l'Everest. Dans une ambiance d'expédition tendue, Jean Afanassieff et Nicolas Jaeger avaient été relégués en dessous du dernier bivouac par Pierre Mazeaud, chef de l'expédition, qui avait décidé de donner l'assaut final en compagnie d'un membre d'une autre expédition, autrichienne. Contrevenant aux instructions du chef,  ils décident alors de sauter une nuit et de donner l'assaut. Ils rejoignent Pierre Mazeaud peu après le dernier bivouac et le distancent, arrivant en tête au sommet.
Jean Afanassieff et Nicolas Jaeger réalisent alors la première descente de l'Everest à ski, depuis l'altitude de 8 300 mètres. Cette descente en ski (fixations à câbles) s'effectue sans oxygène.
Jean Afanassieff réalise des documentaires en filmant d'abord les expéditions auxquelles il participe, dont quatre expéditions sur l'Everest, le K2, le Broad Peak et le Nanga Parbat, deux au Fitz Roy dans les Andes d'Argentine et du Chili. Il s'éloigne alors de l'alpinisme, voyage avec la goélette Antarctica autour de l'Antarctique et se consacre à son nouveau métier de documentariste. Il réalise des documentaires sur des thèmes variés, notamment en Russie d'où sa famille était originaire.
Jean Afanassieff est mort d'un cancer du pancréas le 10 janvier 2015 à Paris à l'âge de 61 ans,.

## Ascensions

### Premières en solitaire
- 1971 - Voie des Suisses en face sud de l'aiguille du Pouce (2 873 mètres) (Aiguilles Rouges)
- 1971 - Couloir Couturier à l'aiguille Verte
- 1971 - Couloir Cordier à l'aiguille Verte
- 1972 - Pilier nord-est du mont Aiguille
- 1972 - Éperon nord de la pointe Croz (4 110 m) aux Grandes Jorasses
- 1973 - Éperon Tournier en face nord de l'aiguille du Midi
- 1973 - Face nord de l'aiguille Blanche de Peuterey
- 1973 - Éperon Couzy en face nord des Droites

## Filmographie (extraits)
- 2012 Les Alpes vues du ciel
- 2011 Les Piolets d'or
- 2011 Chroniques de Sibérie
- 2010 Océanographie spatiale
- 2009 La Route des Sherpas
- 2009 Aletsch, le magnifique
- 2008 Tank sur la Lune (histoire du premier véhicule lunaire, le Lunokhod)
- 2007 Gazprom, la bombe G (Russie-Sibérie)
- 2006 Odyssée sibérienne (le reportage de l'expédition de Nicolas Vanier)
- 2006 Grand duel du sport : Escrime Laura Flessel-Timea Nagy
- 2006 Dérive polaire, Tara (pôle Nord)
- 2006 Chamonix, les sommets de la science
- 2005 Série le Monde en marchant (Yémen, Vietnam)
- 2005 Grand duel du sport : Himalaya, Grande-Bretagne/Allemagne, Everest/Nanga Parbat (Grand prix du festival sportif de Forges-les-Eaux)
- 2005 Grand duel du sport : Apnée (Pipin - Pelizzari)
- 2004 Chasseurs de mammouth (Sibérie)
- 2003 Amba, le tigre de l'Amour (Sibérie)
- 2002 Le destin du Koursk (Ancre d’or 2002, Grand prix du Festival international du film maritime et d’exploration de Toulon)
- 2001 Chasseurs de météorites (Sibérie)
- 2000 Peuples de la steppe et de la taïga (Sibérie)
- 1999 Aral, mer de la soif (Prix de l'environnement de Berlin)
- 1998 Everest à tout prix
- 1997 La cordée des voyous (Paragot - Berardini)
- 1997 Guido Magnone, l'Artiste
- 1996 Gary Hemming
- 1996 Chamonix fait son cinéma
- 1996 Baïkal, le lac immortel
- 1995 Les gens du BAM (Baïkal-Amour Magistrale) Sibérie
- 1995 Yellowstone
- 1994 Le Grec (Portrait de Georges Livanos)
- 1994 La maîtresse du vide (première ascension du Nose en libre par Lynn Hill)
- 1993 Kamtchatka, les volcans (Sibérie)
- 1993 Peuples du Kamtchatka (Sibérie)
- 1991 Guide au féminin
- 1990 Antarctica (navigation Antarctique)
- 1980 à 1990 : films d'expédition et portraits de Jean-Marc Boivin, Éric Escoffier

## Décorations
- : Chevalier de la Légion d'honneur (1979)[3]
- : Chevalier de l'ordre national du Mérite